# Vincenzo Pisanello

Pisanellos Bischofswappen

Vincenzo Pisanello (* 3. Mai 1959 in Galatina, Provinz Lecce, Italien) ist ein römisch-katholischer Geistlicher und Bischof von Oria.

## Leben
Vincenzo Pisanello empfing am 23. Juni 1984 durch den Erzbischof von Otranto, Vincenzo Franco, das Sakrament der Priesterweihe.
Am 23. Januar 2010 ernannte ihn Papst Benedikt XVI. zum Bischof von Oria. Der Erzbischof von Otranto, Donato Negro, spendete ihm am 8. April desselben Jahres die Bischofsweihe; Mitkonsekratoren waren der Erzbischof von Manfredonia-Vieste-San Giovanni Rotondo, Michele Castoro, und der Erzbischof von Bari-Bitonto, Francesco Cacucci. Die Amtseinführung erfolgte am 24. April 2010.